# Иван Лачев
Иван Генов Лачев е политик от БСП. Бил е 12 години кмет на община Раковски. Той е сред малкото политици в България, избирани за кметове преди и след политическия преход от 1989 г..

## Биография
Роден е на 14 март 1943 г. в село Генерал Николаево, днес квартал на град Раковски. Завършва основното си образование в родното си село, след това учи в Селскостопанския техникум в Садово. След отслужване на военната си служба следва агрономство във Висшия селскостопански институт „Васил Коларов“ в Пловдив. Дипломира се през 1968 г. със специалност „Селекция и семепроизводство“.
След дипломирането си работи като агроном в Генерал Николаево и Брезово, от 1970 г. е общински съветник. През 1977 г. е избран за заместник-председател на Градския народен съвет, който по-късно през 1979 г. прераства в Общински. През февруари 1979 г. е учреден Общинският комитет на БКП в град Раковски. За първи секретар е избран Стойко Пенев, а Иван Лачев е избран за негов заместник. През юни 1981 г. е избран за председател на Изпълнителния комитет на Общинския народен съвет (кмет на община Раковски). До избирането му за първи секретар на общинския комитет на БКП през ноември 1987 г. Иван Лачев е кмет 3 поредни мандата. От 1981 г. е кандидат-член на Окръжния комитет на БКП в Пловдив..
През този период той работи, както са работили и неговите предшественици, за израстването и утвърждаването на града и общината, създаването на поминък за населението, осигуряването му с водоснабдяване и електроснабдяване, изграждането на нови инфраструктури в общината. През този период са изградени Стоманолеярният завод, Цехът за производство на облекло за армията, и др. На 14 юни 1982 г. е направена първата отливка в стоманолеярния завод.
През 1982 г. са изработени и утвърдени първите хералдически знаци на град Раковски - първият герб и първото знаме. По време на неговия мандат е написана и по-късно издадена историята на града. Направен е опит да се открие районен съд и прокуратура в града.
Съгласно решенията на Националната кръгла маса през 1990 г. мандатът на кметовете в България е прекратен. През април 1990 г. Иван Лачев е назначен за временно изпълняващ тази длъжност. Поради протести от страна на формиращата се опозиция през декември същата година се оттегля от поста и е сменен от Йовко Патазов (също от БСП).
На местните избори през октомври 1995 г. Иван Лачев е кандидат за кмет от листата на БСП. Избран е за кмет и държи ключа на общината до октомври 1999 г. През този период са изработени нов кадастрален план на град Раковски и застротелно-регулационен план на кв. „Нов център“. През 1996 г. стоманолеярният завод в града е обявен в несъстоятелност. При посещението на президента Желю Желев в град Раковски по време на кампанията за номиниране на кандидат за президент от СДС през май 1996 г. Иван Лачев отказва да го приеме в общината с мотива, че посещението на Желю Желев в града е партийно.
След 1999 г. до 2011 г. Иван Лачев е избиран в няколко поредни мандата за съветник в общинския съвет на Община Раковски. Той е окръжен (2 мандата) и областен (1 мандат) съветник в Пловдив.